# Daytona Beach Shores
Daytona Beach Shores es una ciudad ubicada en el condado de Volusia en el estado estadounidense de Florida. En el Censo de 2010 tenía una población de 4.247 habitantes y una densidad poblacional de 1.757,53 personas por km².

## Geografía
Daytona Beach Shores se encuentra ubicada en las coordenadas 29°10′17″N 80°58′51″O / 29.17139, -80.98083. Según la Oficina del Censo de los Estados Unidos, Daytona Beach Shores tiene una superficie total de 2.42 km², de la cual 2.33 km² corresponden a tierra firme y (3.54%) 0.09 km² es agua.

## Demografía
Según el censo de 2010, había 4.247 personas residiendo en Daytona Beach Shores. La densidad de población era de 1.757,53 hab./km². De los 4.247 habitantes, Daytona Beach Shores estaba compuesto por el 94.49% blancos, el 0.82% eran afroamericanos, el 0.24% eran amerindios, el 2.17% eran asiáticos, el 0.14% eran isleños del Pacífico, el 0.49% eran de otras razas y el 1.65% pertenecían a dos o más razas. Del total de la población el 2.57% eran hispanos o latinos de cualquier raza.